# 安第斯蜂鸟
，是雨燕目蜂鸟科的一种鸟类，是安第斯蜂鸟属（学名：Uranomitra）的唯一一种。
安第斯蜂鸟体重约5克，翼长约53.4毫米，嘴峰长约24.9毫米，喙宽度约2.6毫米，喙厚度约2毫米，跗蹠长约5.8毫米，尾长约33.9毫米。安第斯蜂鸟在其分布区内为留鸟，其栖息在密集的高大树木组成的森林中，食性为草食性，主要食物来源是植物的花蜜。

## 亚种
- ：分布于哥伦比亚西北部和中部的亚热带安第斯山脉地区。
- ：分布于哥伦比亚西南部和厄瓜多尔西部的热带地区。
- ：分布于秘鲁北部安第斯山脉的东侧。[4]